# Francisco de Asís Sesto Novas
Francisco de Asís Sesto Novas (Vigo, Galicia 11 de octubre de 1943), conocido también como Farruco, es un arquitecto, escritor, político y pintor hispanovenezolano.
De 2010 hasta diciembre de 2013 fue ministro de Estado para la Transformación Revolucionaria de la Gran Caracas de Venezuela. Sesto también ha sido en dos ocasiones ministro para la Vivienda y Hábitat, y ministro para la Cultura.

## Biografía
Fue el primer ministro de Cultura de Venezuela desde la creación del ministerio, durante el periodo del presidente Hugo Chávez. Bajo este cargo sustituyó el nombre de las librerías públicas de Venezuela, renombrado de las Librerías Kuai Mare a Librerías del Sur.
Para 18 de junio de 2008, fue nombrado ministro del Poder Popular para la Vivienda y Hábitat, vía decreto.
En 2 de noviembre de 2009 fue nombrado director de la Oficina de Planes y Proyectos Especiales de la Presidencia.
El 6 de diciembre de 2010, es nombrado Ministro del Poder Popular para la Transformación Revolucionaria de la Gran Caracas, vía decreto presidencial Nº 7877, por el presidente Hugo Chávez.

## Acusaciones de corrupción
Sesto fue acusado de corrupción por Transparencia Venezuela, tras una investigación periodística del diario El Mundo en relación con irregularidades en la construcción del Mausoleo de Simón Bolívar en el Panteón Nacional ubicado en la ciudad de Caracas. Sesto lideró la construcción del mausoleo desde el Ministerio para la Cultura y la Oficina de Planes y Proyectos Especiales (OPPE) de la Presidencia.
La investigación de El Mundo, publicada el 9 de marzo de 2011, acusó a Sesto de irregularidades en el manejo del presupuesto de la obra, equivalente en ese momento a 130 millones de dólares estadounidenses. El reportaje confirmó que, pese a lo establecido en las leyes venezolanas, nunca se realizó una licitación o un concurso público para esta obra. La construcción y la supervisión de la obra fue otorgada a empresas sin experience en el sector de la construcción y sin capital necesario para ejecutar la obra.
Cuatro días después de la publicación del reportaje de El Mundo, el 13 de marzo de 2011, el presidente Hugo Chávez anunció la separación de Sesto de los cargos de Ministro para la Cultura y director de la OPPE.

## Textos literarios
- Isolda (1990)
- Una pasión(1990)
- Libro de la luna interior Poemas, (1995)
- Desnudo el tuyo tan hermoso y para nosotros tan necesario(1997)
- Estudio de la mirada, la presencia, la vélelas, la necesidad, el deseo, la desolación y la resurerección (2002)
- ¿Por qué soy chavista? (2002)

| Predecesor:                        | Ministro del Poder Popular para la Transformación Revolucionaria de la Gran Caracas 2010 - 2013 | Sucesor: Ernesto Villegas        |
| Predecesor: Edith Gómez (político) | Ministro del Poder Popular para la Vivienda y Hábitat 18 de junio de 2008 -                     | Sucesor:                         |
| Predecesor:                        | Ministro del Poder Popular para la Cultura 2005 - 18 de junio de 2008                           | Sucesor: Héctor Soto Castellanos |